# Meulaboh
Meulaboh ist eine Hafenstadt im Norden der zu Indonesien gehörenden Insel Sumatra in der Provinz Aceh. Der Ort wurde durch das Seebeben im Indischen Ozean am 26. Dezember 2004 fast völlig zerstört.

Meulaboh liegt 175 Kilometer Luftlinie und knapp 250 Kilometer entlang der Küstenstraße südöstlich von Banda Aceh an der Westküste der Insel. Vor dem Tsunami hatte die Hauptstadt des Kabupaten (Regierungsbezirk) Aceh Barat („West-Aceh“) etwa 60.000 bis 80.000 Einwohner, unmittelbar danach wurden 40.000 bis 45.000 Menschen, die im Umkreis der Stadt lebten geschätzt. Mit eingerechnet waren etwa 29.000 Binnenflüchtlinge. Nach Behördenangaben gab es bis zu 40.000 Opfer. Das Epizentrum befand sich etwa 150 Kilometer entfernt im Indischen Ozean.

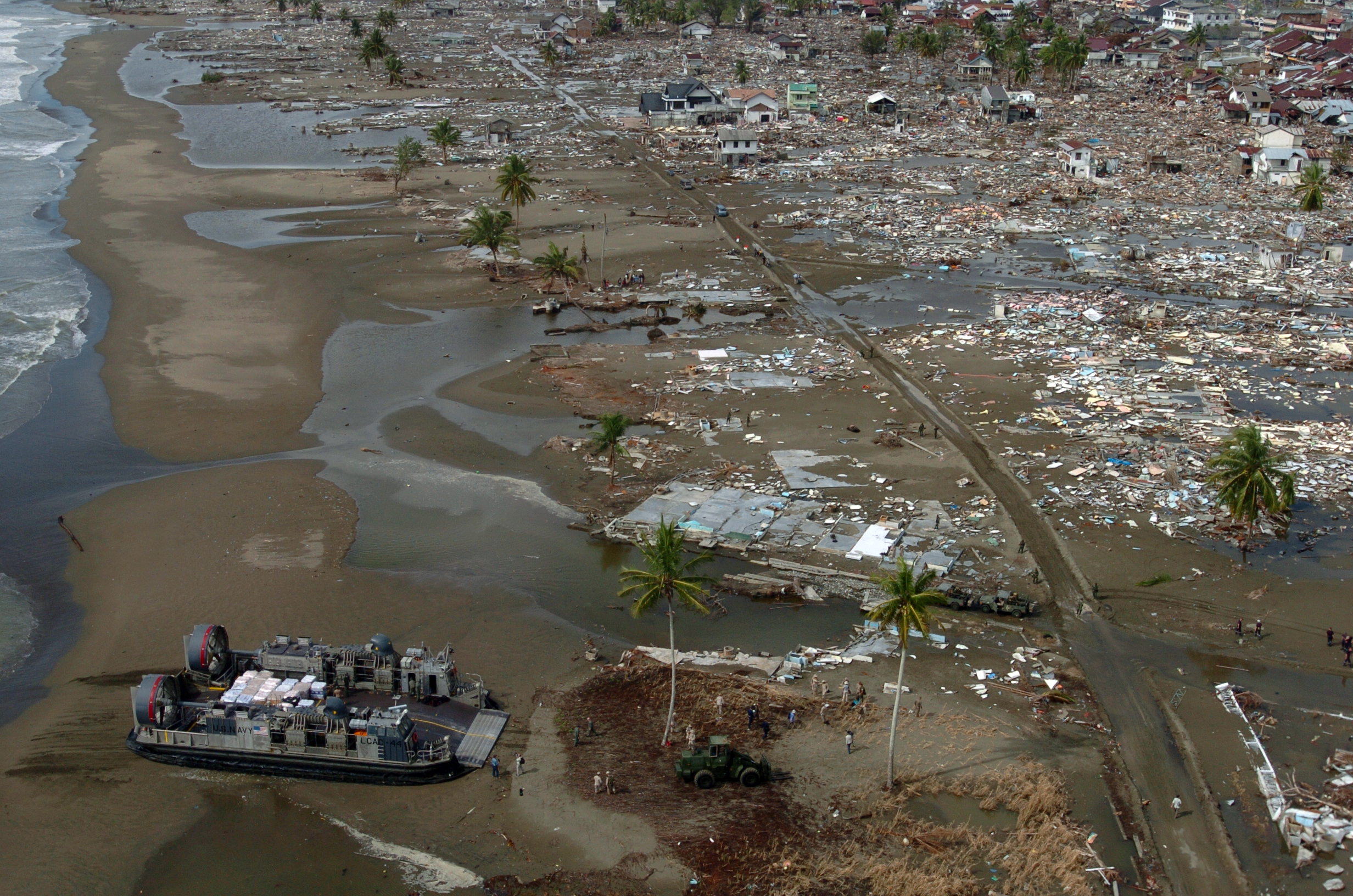
Schiff mit Hilfsgütern. Januar 2005

In diesem Küstenabschnitt trat die Flutwelle zuerst an Land und überflutete einen etwa zwei Kilometer breiten Flachlandstreifen, in dem sich die Stadt und ein Großteil der umliegenden Dörfer befanden. In Aceh Barat wurden bis zu 62 Dörfer verwüstet, davon 16 im Kreis Meulaboh. Im April 2005 gab es in Meulaboh rund 70.000 Obdachlose. Alle Straßenbrücken an der Küste und die Brücke der Verbindungsstraße ins Landesinnere nach Medan wurden schwer beschädigt oder waren unpassierbar, Meulaboh war anfangs nur mit Hubschraubern oder mit Landungsbooten erreichbar. Nach Wiederherstellung des 175 Meter langen Landungssteges war Meulaboh der einzige Hafen an der Westküste, über den Hilfsgüter in der betroffenen Region verteilt wurden.
Meulaboh ist der Geburtsort von Teuku Umar (1854–1899), der zur Reihe der indonesischen Nationalhelden (Gelar Pahlawan Nasional Indonesia) gehört. Er führte in den Aceh-Kriegen, die von 1873 bis 1903 dauerten, von Beginn an einen Freiheitskrieg gegen die holländische Eroberung Acehs und starb bei einem Überraschungsangriff holländischer Truppen auf Meulaboh in der Nähe der Stadt. In vielen indonesischen Städten wie Jakarta oder Denpasar sind Straßen nach ihm benannt.
Die Stadt ist bekannt für ihre Tanztruppen, die islamische Sitztänze wie  den meuseukat oder den ratéb duek aufführen. Männer und Frauen begleiten ihren Gesang häufig auf der Rahmentrommel rapai.